# 오버레이 네트워크
오버레이 네트워크(Overlay network)는 물리 네트워크 위에 성립되는 가상의 컴퓨터 네트워크이다. 이 오버레이 네트워크 안의 노드는 가상, 논리 링크로 연결될 수 있으며, 각 링크는 네트워크 안에서 많은 물리적 링크를 통하지만 물리적 링크를 고려하지는 않는다. 이를테면, P2P 네트워크는 오버레이 네트워크라고 할 수 있다. 이는 물리적으로 전달망을 고려하지 않고 peer와 peer 간의 연결만을 고려하기 때문이다. 전화 접속 인터넷은 전화망 위의 오버레이이다.

## 같이 보기
- 분산 해시 테이블